# 共振 (粒子物理学)
在粒子物理學中，共振是位于周围某些发现了一定的能量峰值微分截面的散射实验。这些峰值是与 亚原子粒子（例如 核子，delta粒子，埃普西隆介子）以及他们 激发态。该共振的宽度（Γ）是相关的寿命（τ粒子）（或它的激发态）的关系
{\displaystyle \Gamma ={\frac {\hbar }{\tau }}}
{\displaystyle \hbar }在这里是約化普朗克常數（有時稱為狄拉克常數）。